# Znělá palatální frikativa
Znělá palatální frikativa je souhláska, vyskytující se pouze v sedmi jazycích (v češtině nikoliv). Jejím neznělým protějškem je neznělá palatální frikativa. V IPA se zapisuje jako ʝ, v SAMPA jako j\.
- Způsob artikulace: třená souhláska (frikativa) patřící mezi sykavky. Vytváří se pomocí úžiny (konstrikce), která se staví do proudu vzduchu, čímž vzniká šum – od toho též označení úžinová souhláska (konstriktiva).
- Místo artikulace: středopatrová souhláska (palatála). Uzávěra se vytváří mezi jazykem a tvrdým patrem.
- Znělost: znělá souhláska – při artikulaci hlasivky kmitají. Neznělým protějškem je ç.
- Ústní souhláska – vzduch prochází při artikulaci ústní dutinou.
- Středová souhláska – vzduch proudí převážně přes střed jazyka spíše než přes jeho boky.
- Pulmonická egresivní hláska – vzduch je při artikulaci vytlačován z plic.

V češtině se nevyskytuje. V nizozemštině se píše jako j (např. ja – ano), v novořečtině spřežkou γει, ve švédštině jako j (jord – hlína). Ve španělštině se tímto způsobem někdy vyslovuje písmeno y (např. sayo – šaty).